# Территориальные войска Беларуси
Войска территориальной обороны (ТерО) Беларуси (бел. Войскі тэрытарыяльнай абароны Рэспублікі Беларусь) — род войск в Вооружённых силах Республики Беларусь, который созывается только на время войны или в период напряжённой военно-политической обстановки. Войска территориальной обороны имеют вспомогательное значение и состоят из лиц, отбывших срок службы и находящихся в запасе.

## История создания
В начале 2000-х, в условиях сокращения численности Вооруженных Сил и снижения уровня вооружений, одним из наиболее экономичных путей компенсации сил и средств, поддержания обороноспособности государства на должном уровне стала организация территориальной обороны. Опираясь на зарубежный опыт, военное командование пришло к выводу, что серьёзная угроза для страны может отходить не только от иностранного государства, но и от экстремистских и террористических группировок. Исходя из войн в Афганистане и Чечне, где значительно расширились и увеличились масштабы ущерба от диверсионной работы, возникла необходимость создания тыловых охранных подразделений. Исторический опыт, особенно Великая Отечественная война, показал, что в случае полномасштабной войны партизанские операции способны значительно сковать и ослабить силы противника. Все эти факторы способствовали созданию территориальных войск.
В 2002 году на Борисовском военном полигоне в ходе оперативно-тактического учения «Березина-2002» впервые были отработаны практические действия территориальных войск.

## Цели и задачи
Территориальные войска предназначены для выполнения следующих задач:
- Охрана и защита объектов;
- Обеспечение мобилизации приписного состава в случае войны;
- Выполнение отдельных боевых задач совместно с соединениями и частями ВС при отражении акта вооружённой агрессии;
- Борьба с диверсионно-разведывательными силами и незаконными вооружёнными формированиями;
- Ведение партизанской войны на оккупированной противником территории;
- Участие в усилении охраны участков государственной границы;
- Участие в ликвидации последствий применения противником оружия массового поражения, результатов массированных ударов, проведение спасательных и аварийно-восстановительных работ;
- Участие в выполнении мероприятий по обеспечению поддержания режима военного положения и других мероприятий по защите страны.

## Состав
Для решения задач по территориальной обороне создаются территориальные войска, являющиеся резервным компонентом Вооружённых Сил и разворачиваемые в угрожаемый период или с началом войны.
Численность войск территориальной обороны Республики Беларусь — 120 тысяч человек, что вдвое больше, чем служат в составе регулярной армии. Комплектование формирований производится из жителей соответствующих административно-территориальных единиц, способных к военной службе. Войска территориальной обороны включают воинские формирования в виде отдельных стрелковых батальонов и отдельных стрелковых рот.
Сегодня создано семь зон территориальной обороны, соответствующие областям и г. Минск. Управление территориальными зонами защиты осуществляют местные органы власти во главе с председателями облисполкомов и Минского горисполкома и руководителями районных исполкомов. Оперативное руководство частями ТерО в военное время осуществляет Генеральный штаб Вооружённых Сил.
Обычно территориальные батальоны имеют такую структуру:
- штаб
- стрелковые роты
- роты огневой поддержки и подразделения обеспечения (инженерно-сапёрная рота, разведывательный взвод, взвод связи, взвод материально-технического обеспечения, автомобильный взвод, взвод охраны)

## Праздники
- 1 сентября — День управления территориальной обороны Генерального штаба Вооружённых Сил (установлен приказом Министра обороны Республики Беларусь от 2012/01/04 г. № 6)[6].